# 未だ生を知らず、いずくんぞ死を知らん
未だ生を知らず、いずくんぞ死を知らん（いまだせいをしらず、いずくんぞしをしらん）は、論語からの言葉。

## 概要
人間というのは生きるということも分からないというのに、どうして死のことが分かるのだろうかということである。死んでからのことを考えるよりも、今に生きている間のことを考える方が重要であるということである。

### 歴史
この言葉は、『論語』の先進で出てくる孔子の言葉が由来である。ここで孔子の弟子が孔子に対して、死とはどのようなものであるのかを尋ねた時に、孔子は「未だ生を知らず、いずくんぞ死を知らん」と答えていたのであった。